# Biccari
Biccari é uma comuna italiana da região da Puglia, província de Foggia, com cerca de 3.031 habitantes. Estende-se por uma área de 106 km², tendo uma densidade populacional de 29 hab/km². Faz fronteira com Alberona, Castelluccio Valmaggiore, Celle di San Vito, Faeto, Lucera, Roseto Valfortore, Troia.

## Demografia
| Variação demográfica do município entre 1861 e 2011                               |
|                                                                                   |
| Fonte: Istituto Nazionale di Statistica (ISTAT) - Elaboração gráfica da Wikipedia |